# Oakland (Oklahoma)
Oakland é uma cidade  localizada no estado norte-americano de Oklahoma, no Condado de Marshall.

## Demografia
Segundo o censo norte-americano de 2000, a sua população era de 674 habitantes.
Em 2006, foi estimada uma população de 750, um aumento de 76 (11.3%).

## Geografia
De acordo com o United States Census Bureau tem uma área de
1,4 km², dos quais 1,4 km² cobertos por terra e 0,0 km² cobertos por água.

## Localidades na vizinhança
O diagrama seguinte representa as localidades num raio de 20 km ao redor de Oakland.